# Валени (Сибињ)
Валени (рум. Văleni) насеље је у Румунији у округу Сибињ у општини Микасаса. Oпштина се налази на надморској висини од 388 m.

## Становништво
Према подацима из 2002. године у насељу је живело 12 становника, од којих су сви румунске националности.